# ГЭС Пеньитас
Плотина Пеньитас, также известная как Анхель Альбино Корзо, представляет собой гидроэлектростанцию, расположенную на реке Рио-Грихальва. Она находится в 83 километрах к юго-западу от города Вильяэрмоса, в муниципалитете Остуакан, в южном мексиканском штате Чьяпас. Установленная мощность электростанции составляет 420 мегаватт, что обеспечивается четырьмя турбинами. Ежегодно она производит 2,035 тераватт-часов электроэнергии.

## История
Строительство плотины началось в 1979 году, и уже в октябре 1983 года русло реки было отведено в сторону. В июне 1986 года строительство плотины и правого водосброса было завершено, и уже к июлю того же года началось заполнение водохранилища. К августу были проведены испытания водосброса, а строительство левого водосброса было завершено только в июле 1987 года. Первый генератор плотины был запущен в эксплуатацию в январе 1987 года, а последний — 15 сентября того же года. Наводнения 1999 и 2007 годов стали серьезным испытанием для ограниченной системы защиты от наводнений, обеспечиваемой плотиной. В результате были затоплены равнины Табаско, что причинило ущерб более чем миллиону жителей. Правительство Мексики инициировало проект по увеличению пропускной способности плотины. Однако в 2008 году этот проект все еще находился на стадии планирования. Наводнения, произошедшие в ноябре 2020 года, стали причиной гибели двадцати человек и оставили без крова 184 000 жителей четырёх мексиканских штатов: Табаско, Чьяпас, Веракрус и Кинтана-Роо.
На реке Рио-Грильява-Мексалапа расположена гидроэлектростанции, которые вырабатывают почти 15 ТВтч электроэнергии в год. Электростанции находятся в:
- Плотина Ла-Ангостура[англ.] — 900 МВт, 2,03 ТВтч
- Плотина Чикоасен[англ.] — 2350 МВт, 6 ТВТч
- ГЭС Мальпасо — 1080 МВт, 3 ТВТч